# St. Michael (Probbach)

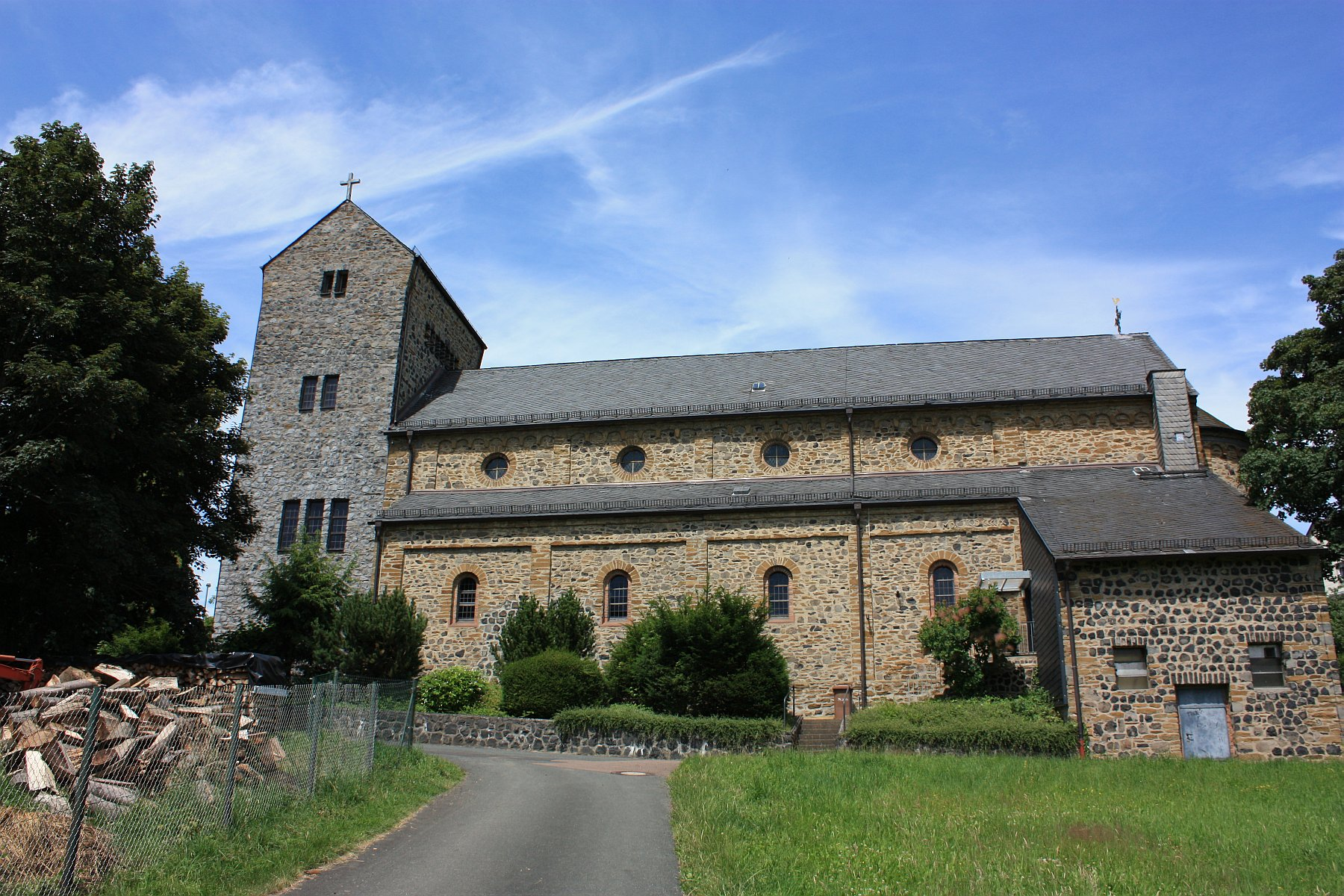
St. Michael (Probbach)

Die römisch-katholische Filialkirche St. Michael ist ein denkmalgeschütztes Kirchengebäude, das in Probbach steht, einem Ortsteil der Gemeinde Mengerskirchen im Landkreis Limburg-Weilburg (Hessen). Die Kirche gehört zur Pfarrei Heilig Kreuz Oberlahn im Bistum Limburg. Gemäß Beschluss der zuständigen kirchlichen Gremien soll die Kirche in naher Zukunft geschlossen, profanisiert und veräußert werden.

## Beschreibung
Die 1687 erbaute und 1778 erweiterte Kapelle war Mitte des 19. Jahrhunderts zu klein und baufällig. Ab 1870 wurde die neuromanische Basilika aus Bruchsteinen gebaut und am 29. September 1873 eingeweiht. Der Obergaden besteht aus Ochsenaugen zwischen Lisenen. Unter der Dachtraufe befindet sich ein Bogenfries. Das Satteldach bedeckt das Mittelschiff und den Chor, an den sich eine eingezogene halbrunde Apsis anschließt. Die Sakristei ist an den Chor nach Süden angebaut. Die mit Pultdächern bedeckten Seitenschiffe haben Bogenfenster zwischen den Lisenen. Der quer mit einem Satteldach bedeckte Kirchturm im Westen wurde 1951 erneuert.